# Фридрих Ернст фон Врангел
Фридрих Ернст фон Врангел (на немски: Friedrich Ernst von Wrangel; * 7 април 1720, Амботен, Ливония (Курландия); † 13 януари 1805 в Колберг/Колобжег, Западнопоморско войводство, Полша) от род Врангел, е наследствен господар на Полнов (Долна Померания), кралски пруски генерал-майор, командант на крепостта Колберг/Колобжег, рицар на ордена „Пур ле Мерите“.

## Биография
Той е син (от осем деца) на Евалд Кристофер фон Врангел (1674 – 1760), наследствен господар на Кронен в Ливланд, ландграфски хесенски-каселски полковник-лейтенант, и съпругата му Мария Луиза фон Хенинг (1689 – 1748).
Фридрих Ернст влиза на 11 септември 1738 г. във войската, участва във войните и на 30 март 1752 г. става секонда-лейтенант, a на 20 май 1755 г. премиер-лейтенант. През Седемгодишната война той е тежко ранен на 7 септември 1757 г.
На 2 януари 1758 г. той става щаб-капитан и на 29 август 1760 г. капитан и шеф на компания. От 8 май 1768 г. е майор, от 12 януари 1777 г. е полковник-лейтенант и участва през 1778/79 г. в ъв Войната за баварското наследство. На 13 януари 1787 г. със заплата от 1 000 талера той е командант на Колберг и на 7 юни 1787 г. е повишен на генерал-майор. Той остава там до 24 декември 1804 г. и получава същата си заплата.
Фридрих Ернст умира на 13 януари 1805 г. в Колберг и е погребан в имението Полнов в Долна Померания. През 1808 г. синът му фрайхер Август Фридрих Лудвиг фон Врангел продава наследеното имение Полнов на град Полнов и купува с парите имението Куркенфелд в Източна Прусия.

## Фамилия
Фридрих Ернст фон Врангел се жени на 12 юли 1773 г. за София Луиза Елизабет фон Белов ан дер Х. Реец (* 26 август 1752; † 26 април 1805, Колберг), дъщеря на Фридрих Карл Лудвиг фон Белов (1750 – 1814) и фрайин Фридерика Вилхелмина Каролина фон Щирн (1768 – 1828). Те имат децата:
- Август Фридрих Лудвиг фон Врангел (* 22 април 1774; † 4 май 1851), фрайхер, наследствен господар на Куркенфелд (Източна Прусия), кралски пруски генерал-лейтенант, женен I. 5 май 1801 г. за графиня Каролина София Хенриета фон Валдбург (* 1 януари 1777; † 26 януари 1816), II. на 20 май 1822 г. в Кьонигсберг за Луиза Улрика Паулина фон Ведел (* 20 април 1801; † 4 януари 1823), дъщеря на сестра му Доротея фон Врангел и Ернст Лудвиг Фридрих фон Ведел
- Доротея фон Врангел (* 1775; † 5 февруари 1844), омъжена на 20 февруари 1800 г. за майор майор Ернст Лудвиг Фридрих фон Ведел (* 18 октомври 1747; † 28 януари 1812) или за Йохан Хайнрих Кристоф фон Ведел (* 4 август 1767; † 14 март 1812)
- Вилхелм Карл Густав фон Врангел (* 1779; † 21 май 1806, убит при Люнебург)
- Фридрих Вилхелм Георг (* 4 януари 1776)
- Густав Карл Вилхелм фон Врангел (* 1779/1780; † 21 май 1806, убит при Люнебург) като сухопътен пруски секонде-лейтенант
- София Ернестина Улрика фон Врангел (* 1781; † 23 ноември 1843), омъжена на 9 март 1801 г. за Карл Фридрих Леополд фон Щемпел († 6 ноември 1843), сухопътен пруски секонде-лейтенант
- Фридерика фон Врангел (* 1782)
- Вилхелм фон Врангел (* 1783)
- Херман Евалд фон Врангел († 24 ноември 1813), умира от раните в битката при Вахау (16 октомври 1813)
- Фридрих Вилхелм Ернст фон Врангел (* 13 април 1784, Щетин; † 2 ноември 1877, Берлин), 1864 г. пруски граф, кралски пруски генерал-фелдмаршал, женен на 26 декември 1810 г. в село Ясна поляна, Калининградска област, за братовчедка си Лидия Каролина Емилия фон Белов (* 23 юни 1792, Тракенен; † 11 септември 1880, Берлин)